# Edward Blaquiere
Edward Blaquiere o Blaquière (1779 – 1832) fue un escritor, historiador, hispanófilo y helenófilo irlandés.

## Biografía
De antepasados hugonotes nobles franceses emigrados a Londres tras la revocación del Edicto de Nantes, provenía de una rama de esa familia establecida en Irlanda. Era el sexto de los ocho hijos del militar y granjero James Blaquiere (1726-1803), quien alcanzó el grado de teniente coronel en el XIII cuerpo de dragones. Su padre era hermano de John de Blaquiere (1732-1812), primer barón de Blaquiere.
Sirvió en las guerras napoleónicas como teniente de la Royal Navy desde 1794, navegando por todo el Mediterráneo, y, persuadido por Jeremy Bentham, a quien había conocido en 1813, viajó a España en junio de 1820 para observar la revolución liberal propiciada por Rafael del Riego y divulgar la doctrina de Bentham (entregó algunos de sus libros a Agustín Argüelles, aunque con quien realmente amistó fue con José Joaquín de Mora, quien publicó algunos extractos de sus obras en El Constitucional y divulgó sus ideas en las Cortes junto a Antonio Puigblanch) y a lo largo de cuatro meses reunió materiales para escribir An Historical Review of the Spanish Revolution, Including Some Account of Religion, Manners, and Literature in Spain / Revisión histórica de la Revolución española, incluyendo algunos relatos de religión, modales y literatura en España (1822). En este voluminoso trabajo, articulado en forma de dieciséis cartas y un extenso ultílogo, Blaquiere examina los acontecimientos de la historia reciente de España, en particular del Trienio Liberal (1820-1823), y proporciona información sobre las costumbres, religiosidad y literatura de entonces en España.
Al caer el régimen liberal en España en 1823, él y su amigo John Bowring fijaron sus esperanzas en Grecia; Blaquiere viajó a Grecia en marzo de 1823 junto con Andreas Louriotis, portavoz del primer gobierno griego; Blaquiere y Bowring fundaron el London Philhellenic Committee (1823-1826), que pretendía recaudar fondos para la guerra de independencia de Grecia de los turcos otomanos y presionó al gobierno británico para que los apoyara (Lord Byron, auspiciado por este comité y reclutado por Blaquiere, hizo su famoso y fatal viaje a Grecia). Entre sus miembros estaba también Bentham y el tory George Canning. Después de su segunda visita a Grecia en 1824, Blaquiere publicó en 1825 una relación de sus viajes y de los últimos días de Byron. Todos sus libros fueron muy reimpresos y bastantes fueron traducidos al francés y al alemán. 
Ardiente defensor del liberalismo y del utilitarismo, el filólogo e hispanófilo John Bowring lo describió como "una especie de apóstol errante del benthamismo". Estaba particularmente interesado en los trastornos políticos en el Mediterráneo en la década de 1820 y quería crear una comunidad internacional que uniera a todos los liberales para oponerse a la tiranía. Edward Blaquiere ayudó también a otros movimientos de independencia en Europa y América Latina y combinó su fuerte simpatía por el nacionalismo de los mismos con su apoyo al temprano liberalismo; albergaba la esperanza de ver una alianza de fuerzas liberales en toda Europa que pudiese oponerse a la Santa Alianza.
Blaquiere falleció ahogado a principios de 1832 en un barco mal acondicionado que se hundió durante un viaje a las islas Azores, en un intento de ayudar a establecer la monarquía constitucional en Portugal bajo Pedro IV. Su esposa, Emma Blaquiere, murió en 1847. La correspondencia del liberal ha sido publicada modernamente.

## Obras
- Narrative of a residence in Algiers: comprising a geographical and historical account of the regency; biographical sketches of the dey and his ministers; anecdotes of the late war; observations on the relations of the Barbary States with the Christian powers by Filippo Pananti, 1818.
- Narrative of a second visit to Greece : including facts connected with the last days of Lord Byron ; extracts from correspondence, official documents, &c., 1825
- A statistical, commercial, and political description of Venezuela, Trinidad, Margarita, and Tobago: containing various anecdotes and observations, illustrative of the past and present state of these interesting countries by J.-J Dauxion Lavaysse, 1820.
- The Greek Revolution; its origin and progress: together with some remarks on the religion, national character, &c. in Greece by Edward Blaquière, 1824.
- Narrative of a second visit to Greece by Edward Blaquière, 1825.
- Report on the present state of the Greek confederation, and on its claims to the support of the Christian world : read to the Greek committee on Saturday, September 13, 1823, 1823.
- Ed. de Giuseppe Pecchio, Anecdotes of the Spanish and Portuguese revolutions, 1823.
- Letters from the Mediterranean ; containing a civil and political account of Sicily, Tripoly, Tunis, and Malta : with biographical sketches..., 1813
- Histoire de la révolution actuelle de la Grèce, 1825.
- Ed. de Giuseppe Pecchio,Journal of military and political events in Spain during the last twelve months, 1824.
- Letters from Greece : with remarks on the treaty of intervention..., 1828
- Briefe aus dem Mittelländischen Meere..., 1821
- Ed. de Filippo Pananti, Narrative of a residence in Algiers, 1818.
- Examen historique de la révolution espagnole : suivi d'observations sur l'esprit public, la religion, les moeurs et la littérature de l'Espagne..., 1823.
- Greece and her claims, 1826.
- The Greek revolution; its origin and progress: together with some remarks on the religion, national character, &c. of the Greeks..., 1824
- Die Griechische Revolution, ihr Ursprung und Fortschritt..., 1824.
- Sicilien, 1821.